# Compass Airlines
Compass Airlines fue una aerolínea regional con sede en el edificio C de Delta Air Lines en el Aeropuerto Internacional de Mineápolis-Saint Paul en Fort Snelling, condado de Hennepin, Minnesota. Antes del 16 de diciembre de 2009, tenía su sede en el área no incorporada del condado de Fairfax, Virginia, al este de Chantilly CDP. Hizo su servicio inaugural con un solo avión, un Bombardier CRJ200 LR de la marca Northwest Airlink (ahora Delta Connection), entre Mineápolis/St. Paul y Washington D. C. el 2 de mayo de 2007. El 21 de agosto de 2007, comenzó a volar dos Embraer 175 de 76 pasajeros y amplió su flota a 36 aviones en diciembre de 2008. En julio de 2010, la aerolínea fue adquirida por Delta Airlines y se convirtió en subsidiaria de Trans States Holdings.
Compass cesó sus operaciones el 5 de abril de 2020 por la reducción de la demanda de viajes derivada del impacto en la aviación de la pandemia de COVID-19, junto con los intentos fallidos de sus propietarios de asegurar vuelos adicionales. La aerolínea dejó de operar una semana después de que su compañía hermana, Trans States Airlines , dejara a GoJet Airlines como la única aerolínea operada por Trans States Holdings.

## Historia
Compass Airlines se formó como resultado de una disputa contractual entre Northwest Airlines y su sindicato de pilotos, Air Line Pilots Association (ALPA). Se le pidió al grupo de pilotos de Northwest Airlines moderar una parte del convenio colectivo de trabajo que regula el «alcance», que protege el empleo de los pilotos, asegurando que los clientes de una compañía aérea sean transportados por los empleados de esa compañía aérea. Los pilotos finalmente acordaron hacer una concesión sobre el «alcance» de su contrato, por medio de lo cual se permitió que pilotos subcontratados por una aerolínea regional pudieran volar una aeronave con un máximo de 76 asientos. A cambio de su concesión, los pilotos de Northwest Airlines exigieron que los pilotos de estas nuevas aeronaves pudieran con el tiempo ascender a los puestos principales de Northwest Airlines y que los pilotos de Northwest Airlines tuvieran la oportunidad de acceder a los nuevos puestos subcontratados en el caso de que la empresa se viera obligada a licenciarlos sin goce de sueldo.
Con el fin de adaptarse al acuerdo y satisfacer la necesidad de servir a los mercados regionales con aviones más pequeños y eficientes y una fuerza de trabajo con salarios drásticamente reducidos, Northwest compró el certificado de operaciones de Independence Air —que estaba en bancarrota— el 10 de marzo de 2006, por la cantidad de dos millones de dólares. Durante la fase de concepto, la filial fue conocida como «NewCo».
El 28 de septiembre de 2006, Compass Airlines recibió oficialmente la aprobación del Departamento de Transporte de los Estados Unidos para iniciar operaciones. El 5 de abril de 2007, recibió la certificación de la Administración Federal de Aviación (FAA) para comenzar las operaciones comerciales de pasajeros con un CRJ-200. El 2 de mayo de 2007, la compañía tuvo su primer vuelo con ingresos que partió del Aeropuerto Internacional Washington Dulles con destino al Aeropuerto Internacional de Mineápolis-Saint Paul, con el que mantuvo el certificado de operación. El 1 de julio de 2010, Delta Air Lines anunció la venta de Compass Airlines a Trans States Holdings por 20,5 millones de dólares.
En abril de 2020 cierra sus operaciones a causa de la crisis que sufren las aerolíneas por el coronavirus.

## Flota Histórica
La aerolínea durante su existencia operó las siguientes aeronaves: